# Gunter Wechterstein
Gunter Wechterstein (* 31. Oktoberjul. / 13. November 1910greg. in Reval; † 28. Juni 1997 in Minden) war ein deutschbaltischer Landschafts- und Porträtmaler.

## Leben
Wechterstein besuchte die Ritter- und Domschule in Reval bis zum Abitur 1929. 1926 bis 1931 erhielt er Kunstunterricht bei dem estnischen Porträt- und Landschaftsmaler Ants Laikmaa in Reval. Es war Wechtersteins Berufswunsch, Maler zu werden. Die Mittel der Familie reichten in der Weltwirtschaftskrise aber nicht für ein Kunststudium. 1930 wurde er in die estnische Armee einberufen. 1935 heiratete er Edda Schneider, mit der er drei Kinder hatte (geboren 1940, 1942 und 1944). 1939 wurde er ins Deutsche Reich umgesiedelt. 1942 bis 1945 war er im Kriegsdienst, 1945 bis 1948 in Kriegsgefangenschaft in Russland. 1949 bis 1974 arbeitete er bei einer Bank in Minden.

## Ausstellungsbeteiligungen
- 1935 Kunstihoone (Kunsthaus) Reval (Tallinn) mit der Künstlervereinigung „Uus Kunstnike Koondis“
- 1937 Kunstihoone Reval
- 1938 Provinzialmuseum Reval „Deutschbaltische Künstler“
- 1941 Posen (Poznań)
- 1983 Hamburg
- 1985 Burg auf Fehmarn
- 1991 Tallinn – zum 125. Geburtstag des Künstlers Ants Laikmaa

## Einzelausstellungen
- 1965 Internat Petershagen/Weser
- 1980 Dresdner Bank, Minden
- 1981 Carl-Schirren-Gesellschaft Lüneburg
- 1984 Mindener Kunstverein 32. jour fix
- 1985 Dresdner Bank, Minden
- 1986 Ev. Bildungsstätte Haus Reineberg in Hüllhorst bei Lübbecke
- 1988 Lateinschule Bückeburg
- 1990 Dresdner Bank, Minden